# Cribrinopsis olegi
Cribrinopsis olegi is een zeeanemonensoort uit de familie Actiniidae. De anemoon komt uit het geslacht Cribrinopsis. Cribrinopsis olegi werd in 2007 voor het eerst wetenschappelijk beschreven door Sanamyan, N.P. & Sanamyan, K.E.. 